# 王卫东 (1970年)
王衛東（1970年10月—），男，漢族，陝西商洛人。中华人民共和国政治人物。畢業於天津大学技术经济与系统工程系技术经济专业，研究生學歷，經濟學博士，高級工程師。1995年5月參加工作，1995年3月加入中國共產黨。现任中共青海省委常委、西宁市委书记。

## 生平
早年投入天津濱海高新技術產業開發區工作。2015年5月，獲任命為天津津融投資服務集團董事長。2016年12月，轉任天津市濱海新區人民政府常務副區長。2017年4月，出任天津市發展和改革委員會主任。2020年6月，升任天津市人民政府副市長。
2022年3月，任中共青海省委常委、青海省人民政府常务副省长。2023年4月，改任中共青海省委常委、西宁市委书记。